# Dywizjon Pomocniczych Jednostek Pływających
Dywizjon Pomocniczych Jednostek Pływających – jednostka wojskowa w składzie Marynarki Wojennej sformowana w 2012 roku. Ta jednostka była kontynuacją 45 Dywizjonu PJP. Dywizjon bazował w Porcie Wojennym w Gdyni. Dywizjon przeformowano do 2017 roku w Grupę Jednostek Pływających Dywizjonu Okrętów Wsparcia, w skład której wchodzą jednostki DPJP. 
Głównymi zadaniami Dywizjonu PJP były zabezpieczenie jednostek bojowych, specjalnych oraz pomocniczych, transport paliwa, poławianie torped, prace holownicze oraz prace przewozowe w ramach 3 Flotylli Okrętów.

## Spis jednostek pływających
- Barka śmieciarka B-7 projektu 9235[3]
- Poławiacz torped K-8 projektu Kormoran[4]
- 2 kutry transportowo-pasażerskie – K-5 i K-9 projektu 4142[5]
- Holownik H-8 (II) projektu H-960[6]
- 2 holowniki – H-5 i H-7 projektu H-900
- Motorówka cumownicza M-22 typu M-35/MW